# Ciparicoto
Ciparicoto, pleme američkih Indijanaca porodice cariban, koje je živjelo u obalnim područjima država Falcón (na istoku) i Carabobo u sjevernoj Venezueli.
Najznačajnije kulturne značajke Ciparicotosa su praksa kultiviranja bilja, bili uzgajivači manioke i kukuruza, lov, ribolov i sakupljanje divljih plodova. Trgovali sa solju, ribom, kukuruzom i nakitima. Oruđe i oružje izrađivali su od kamena, kosti i školjaka, te proizvodili hamake i kanue. Od kukuruza i manioke proizvodili su pića koje su u velikim količinama ispijali na svojim svečanostima. Obitelj je bila poligamna s nadmoći jedne nad drugom suprugom. Starci su u plemenu bili poštovani. Od oružja su imali luk i strijelu i ratne kijače, a služili su se i otrovom i bili kanibali.